# Swing (Musikrichtung)
Swing bezeichnet eine Stilrichtung des Jazz, die ihre Wurzeln in der Zeit der 1920er bis 1930er Jahre in den USA hat. Dort bildete sich aus vorangegangenen Stilrichtungen, wie dem Dixieland- und dem Chicago-Jazz eine neue Musikrichtung heraus, die letzten Endes ihre große Popularität aus ihrer Tanzbarkeit und ihrem vollen Klang ableitete. In der Swingära näherten sich Entertainment und Kunst einander am meisten; der Jazz machte Kompromisse, um populär zu werden, und bewahrte sich doch seine Eigenheiten.
Die Verbreitung des Swing ist untrennbar mit der Entstehung der Big Band verbunden, oft auch als Jazzorchester bezeichnet, was auf die Größe der Besetzung schließen lässt. Waren bis dahin Musikerformationen in der Größe von Trios bis Oktetts die Regel, so stellte die Big Band nun ein absolutes Novum dar. Aus ihrer Größe folgten Änderungen in der Art des Musizierens, aber auch eine breite Palette an neuen musikalischen Möglichkeiten.

## Geschichte
Der Swing gilt als die populärste Stilrichtung des Jazz, die gegen Ende der 1920er Jahre entstand und ab Mitte der 1930er Jahre bis Ende der 1940er Jahre ihren Höhepunkt fand. Sie wurde ursprünglich von Afroamerikanern entwickelt, jedoch bald von weißen Amerikanern kopiert, kommerziell vermarktet, und zuletzt auch dominiert. Die Ära des Swing ist untrennbar mit der Entstehung der für den Swing typischen Musikerformation, der Big Band, verbunden. Die Big Band geht in ihrer Besetzung auf die klassische, siebenköpfige New-Orleans-Jazzband zurück, wobei die drei Blasinstrumente der Band (Posaune, Klarinette und Trompete bzw. Kornett) nun mehrfach besetzt wurden. Weitere Einflüsse auf die Big Band hatten auch die ganz besonders im endenden 19. und beginnenden 20. Jahrhundert in den Südstaaten der USA beliebten Brassbands. Als Gründer der „Ur-Bigband“ jedoch wird im Allgemeinen der New Yorker Pianist und Arrangeur Fletcher Henderson (1897–1952) gesehen, der als Erster die Mehrfachbesetzung im Bereich der Bläser ausprobierte, wobei seine „Bigband“ über eine Posaune, zwei Trompeten, ein Alt- und ein Tenorsaxophon, eine Klarinette sowie die Rhythmusgruppe verfügte. Die klassische Besetzung der Bigband (s. u.) setzte sich erst ab 1930 durch.
Abseits der Zentren der Musik- und Schallplattenindustrie waren für die Verbreitung und Popularität des Swing in den ganzen USA die sogenannten Territory Bands verantwortlich. Sie hatten meist eine mittelgroße Stadt als Stützpunkt, um die sie in One Nighters, also Auftritten für nur einen Abend, das „Territorium“ im Umkreis bespielten, wobei zwischen diesen einzelnen Auftritten mehrere hundert Meilen liegen konnten. Diese Bands hatten noch die Gelegenheit, für regionale und manchmal für überregionale Radiosender zu spielen. Dieser Teil der Entwicklung des Swing ist auf Platten kaum festgehalten, da diese Bands oft keine Möglichkeit bekamen, Schallplatten aufzunehmen. Lediglich in Kansas City bildete sich wegen der guten Arbeitsmöglichkeiten ein Zentrum, an dem der Beitrag der Territory Bands zum Swing aufgenommen wurde und sich national und international bemerkbar gemacht hat. Stilprägend für den internationalen Erfolg des Swing wurden die Orchester von Benny Goodman (1909–1986) und Glenn Miller (1904–1944) sowie einzelne Persönlichkeiten wie Cole Porter (1891–1964) und Ella Fitzgerald (1917–1996). Mitten im Zweiten Weltkrieg kreierte dann Frank Sinatra mit Tommy Dorsey eine immer wieder replizierte gefühlvolle Gesangsform des Swing.
Die Swing-Welle erfasste sehr schnell Westeuropa. US-amerikanische Titel wurden schon kurz nach ihrer Ersterscheinung von europäischen Orchestern eingespielt und teilweise sehr frei interpretiert. Der für den Swing typische Refraingesang wurde dabei in einigen Fällen auch in die Landessprachen übersetzt oder neu verfasst. Viele bedeutende europäische Bands wie die von Teddy Stauffer (1909–1991) bereicherten die amerikanische Klangwelt des Swing mit neuen Orchestrierungen. So wurde das Akkordeon vielfach zum Hauptträger der Melodie. Die europäischen Orchester spielten nicht nur die amerikanischen Hits, sondern kamen mit unzähligen eigenen Werke heraus. So brachte Willy Berking (1910–1979) mit seiner bei Imperial erschienen Berking-Spitzenserie bis 1943 teils ungezügelte Swing-Nummern auf den deutschen Plattenmarkt. Noch im Juli 1944 wurde unter Mitwirkung von Franz Teddy Kleindin (1914–2007) eine vom Tiger Rag stark inspirierte Nummer durch das Hans-Georg-Schütz-Tanzorchester unter dem Namen Der schwarze Panther in Berlin eingespielt und im gleichen Jahr auf Polydor veröffentlicht.
In Deutschland konnte trotz großen Missfallens vieler NSDAP-Parteistellen letztendlich gegen den Zeitgeist, der unter anderem durch die Swing-Jugend verkörpert wurde, nicht durchgreifend vorgegangen werden. Entgegen den an vielen Stellen ausgesprochenen Verboten, Verhaftungen, Verunglimpfungen, Diskriminierungen und Eingriffen der Zensur entstanden insbesondere während des Krieges viele Aufnahmen, die dem amerikanischen Hot-Swing in nichts nachstanden. Tanzverbote hatten nie lange Bestand. So konnte das von Elfriede Scheibel und ihrem Mann, dem Jazzmusiker Heinz Wehner (1908–1945) betriebene Delphi in Berlin, eine der wichtigsten Hochburgen des Swing, bis zur allgemeinen Schließung aller nicht-kriegswichtiger Betriebe im Jahr 1943 trotz einiger staatlicher Schikanen den Betrieb mit nationalen und internationalen Künstlern wie Stan Brenders (1904–1969), Fud Candrix (1908–1974), Eddie Tower (1899–1956) und Arne Hülphers (1904–1978) aufrechterhalten. Das US-amerikanische Jazz-Magazin Down Beat rühmte Wehners Telefunken Swing-Orchester, mit dem er viele Aufnahmen einspielte „als beste Band im Nazireich“. Orchester, die mit staatlicher Unterstützung eine gemäßigte Richtung moderner Tanzmusik einschlagen sollten, wie vor dem Krieg Die Goldene Sieben oder das 1942 gegründete Deutsche Tanz- und Unterhaltungsorchester, spielten oftmals auffallend swingend. Verwarnungen, die von Seiten der Reichsmusikkammer gegen die Jazzliebhaber unter den Soldaten auf Heimaturlaub ausgesprochen wurden, unterband letztendlich das Oberkommando der Wehrmacht, um die Soldaten bei Laune zu halten.
Nach dem Krieg traf der Swing erneut den Zeitgeist als eine Musik der Befreiung und Lebensfreude. Gegen Ende der 1940er Jahre verlor er jedoch schnell in der Gunst jugendlicher Hörer, die sich dem immer bekannter werdenden Rhythm and Blues und Rock ’n’ Roll zuwandte, bei älteren Höheren war er jedoch weiterhin sehr beliebt. Mit gewandeltem Klangbild gehörten große swingende Big Bands wie die SWR Big Band oder das Orchester Kurt Edelhagen (1920–1982) aber noch bis in die 1970er Jahre zu den großen Unterhaltungsshows im westdeutschen Fernsehen und auf der Bühne. Der Swing hat auf internationaler Ebene sein Publikum und bedeutende Künstler der Gegenwart, wie Rod Stewart (As Time Goes By) und Robbie Williams (Swing When You’re Winning), haben Swing-Alben mit Interpretationen amerikanischer Klassiker veröffentlicht und Swing-Legenden der zweiten Generation wie Paul Kuhn (1928–2013), Max Greger (1926–2015) und Hugo Strasser (1922–2016) trugen diese Musikrichtung mit Erfolg bis ins 21. Jahrhundert.

## Big Band
Die Big Band umfasst in ihrer klassischen Besetzung im Swing 17 Musiker sowie den Bandleader. Charakteristisch ist die interne Einteilung der Band in drei Sektionen bzw. Gruppen:
- Die Reed- oder Holzsektion wird von zwei Altsaxophonen (as), zwei Tenorsaxophonen (ts) und einem Baritonsaxophon (bs) gebildet.
- Die Brass- oder Blechsektion setzt sich aus jeweils vier Trompeten (tp) und Posaunen (tb) zusammen.
- Die Rhythmusgruppe ist als „Motor“ der Band zu verstehen: Klavier (p), Bass (b), Schlagzeug (dm) und teilweise Gitarre (g) bilden diese Gruppe, bei der die Gitarre das Banjo, der Kontrabass die Tuba bzw. das Sousaphon der alten New-Orleans-Jazzband ersetzt.

Die Erweiterung des Ensembles um Querflöten und Klarinetten erfreut sich damals wie heute großer Beliebtheit. Orchestrale Instrumente wie Hörner, Tuben und Streichinstrumente konnten sich allerdings in der Ergänzung des instrumentalen Spektrums nicht durchsetzen.
Die Größe der neuen Formation von immerhin bis zu 17 Musikern zog zwangsläufig eine Veränderung in der Art des Musizierens nach sich.
Als Hauptunterschied zur Musik der Dixieland-, New-Orleans- oder auch Chicago-Jazzbands etablierte sich das niedergeschriebene, also in Form einer Partitur vorliegende Arrangement, da auf anderem Wege das Zusammenspiel von einer so großen Anzahl an Musikern nicht mehr unbedingt harmonisch verlief. Daraus ergab sich eine gewisse Einschränkung der individuellen Freiheit der Jazzmusiker, die bisher an das auf einigen festgelegten Harmonien basierende Improvisieren gewöhnt waren. Raum für Improvisation boten jetzt nur noch diverse Soli innerhalb der Nummern. Zudem verlangte das notierte Arrangement Notenkenntnisse von den Musikern. Die nun durcharrangierten Stücke erlaubten einen erheblichen Ausbau der harmonischen Basis, so dass kompliziertere Harmonien und Harmoniefolgen gestaltet werden konnten.
Durch die Aufteilung in verschiedene Sektionen ergaben sich für die Instrumentengruppen unterschiedliche Aufgaben:
In der Spielpraxis übernehmen die Saxophone häufig die Melodiestimme, weshalb die Holzgruppe häufig auch als Melodysection bezeichnet wird. Beliebt ist auch eine Aufteilung der Melodie zwischen Holz- und Blechbläsern. Posaunen bilden die harmonische Basis. Klarinetten und Querflöten fungieren häufig als Soloinstrumente. Eine Aufgabe der Trompeten ist das Einbringen von sogenannten shouts, rhythmischen, kurzen Einwürfen in der jeweiligen Harmonie, die zusammen mit einem fähigen Schlagzeuger einen Teil des Bigbandgrooves ausmachen. Das Klavier hat in der Big Band mehr melodische Aufgaben, als das in der New-Orleans-Jazzband der Fall gewesen war, wo es primär einen harmonischen Klangteppich für die Soli der anderen Instrumente formte. Insgesamt ist der Charakter des Swing durch eine größere Genauigkeit in der Intonation gekennzeichnet, im Gegensatz zur Musik des Dixieland- bzw. New-Orleans-Jazz, wo primär der Rhythmus – als subjektiver Höreindruck drive bezeichnet – im Vordergrund stand und der präzisen Intonation nicht so viel Bedeutung zugemessen wurde.
Was der einzelne Musiker in der New-Orleans-Band noch einzeln und improvisierend gespielt hatte, wurde nun im Arrangement mehreren Musikern im Satz übertragen, d. h., der Melodie wurden nun mehrere untergeordnete Stimmen hinzugefügt. Durch die ausgewogene und präzise Intonation ergibt sich das angestrebte Ideal, dass der aus vier oder fünf Musikern gebildete Satz wie ein einziges Instrument klingt.

## Musikalische Eigenschaften
Die wichtigste Spielweise aber, die der Stilrichtung Swing Mitte der 1930er Jahre auch ihren Namen verlieh, ist eine Swing genannte, rhythmisch-dynamische Bewegungsform des Jazz, die durch den Gegensatz von gefühltem Puls (die Grundschläge in jeder Taktart) und kleinsten rhythmischen Abweichungen der Einsätze der Instrumente zustande kommt. Im durchgängigen sog. Offbeat-Spiel ganzer Melodiepassagen erhält das Swing-Phänomen eine besondere Dominanz. Zur Verdeutlichung mag das folgende Beispiel dienen:
Das klassische, auch häufig vom Schlagzeuger markierte rhythmische Swingschema ist eine Viertelnote gefolgt von zwei (formalen) Achtelnoten, worauf wieder eine Viertelnote folgt und so weiter. Würde die Band beide Achtel straight, also tatsächlich halb so lang wie die Viertel spielen (wie es ja auch meist notiert ist), wäre das kein Swing. Tatsächlich wird die erste Achtel etwas länger als die zweite gespielt, was wiederum auch vom Tempo abhängt, und so ein federndes, tragendes Rhythmusgefühl erzeugt. Metrisch sind diese swing-eights dann ungefähr identisch mit einer Achteltriole, weswegen man das Phänomen des Swing auch als „Triolen-Feeling“ bezeichnet. Allerdings wird man kaum eine Swingaufnahme finden, auf der sie tatsächlich mit den Triolen identisch sind, da sich die ternären Achtel auch durchaus in Richtung punktierte Achtel-Sechzehntel verschieben können (je nach Stück).
Die musikalische Ausarbeitung dieses Sachverhalts sowie die Offbeat-Akzentuierung, also die minimale Verschiebung von Melodieakzenten gegenüber dem Grundschlag, obliegt in erster Linie dem Schlagzeuger meist auf seiner Snaredrum. Gleichzeitig markiert er beim Bigband-Swing den Puls, also den Grundschlag, auf seiner Basstrommel. Die oben beschriebene Rhythmusfigur der Viertelnote mit den folgenden zwei Achtel wird meist auf dem Ridebecken als Ostinato mehr oder weniger kontinuierlich durchgespielt. Vom rhythmischen Standpunkt aus betrachtet ist der Bass das wichtigste Instrument der Band. Ihm obliegt als Timekeeper die Vorgabe des Tempos und die Schaffung eines soliden, meist durch Viertelnoten auf den Grundschlägen charakterisierten Grundrhythmus, auf dessen Basis der Rest der Band aufsetzen kann. Die swingende Spielweise, zuvor nur zur Hervorhebung bestimmter melodischer Passagen genutzt, wurde nun also zum Stilkriterium gemacht.  Verbreitet ist im Swing auch das „Call and Response“ genannte Verfahren: Ein Instrument spielt und ein anderes antwortet darauf.

## Wirkung

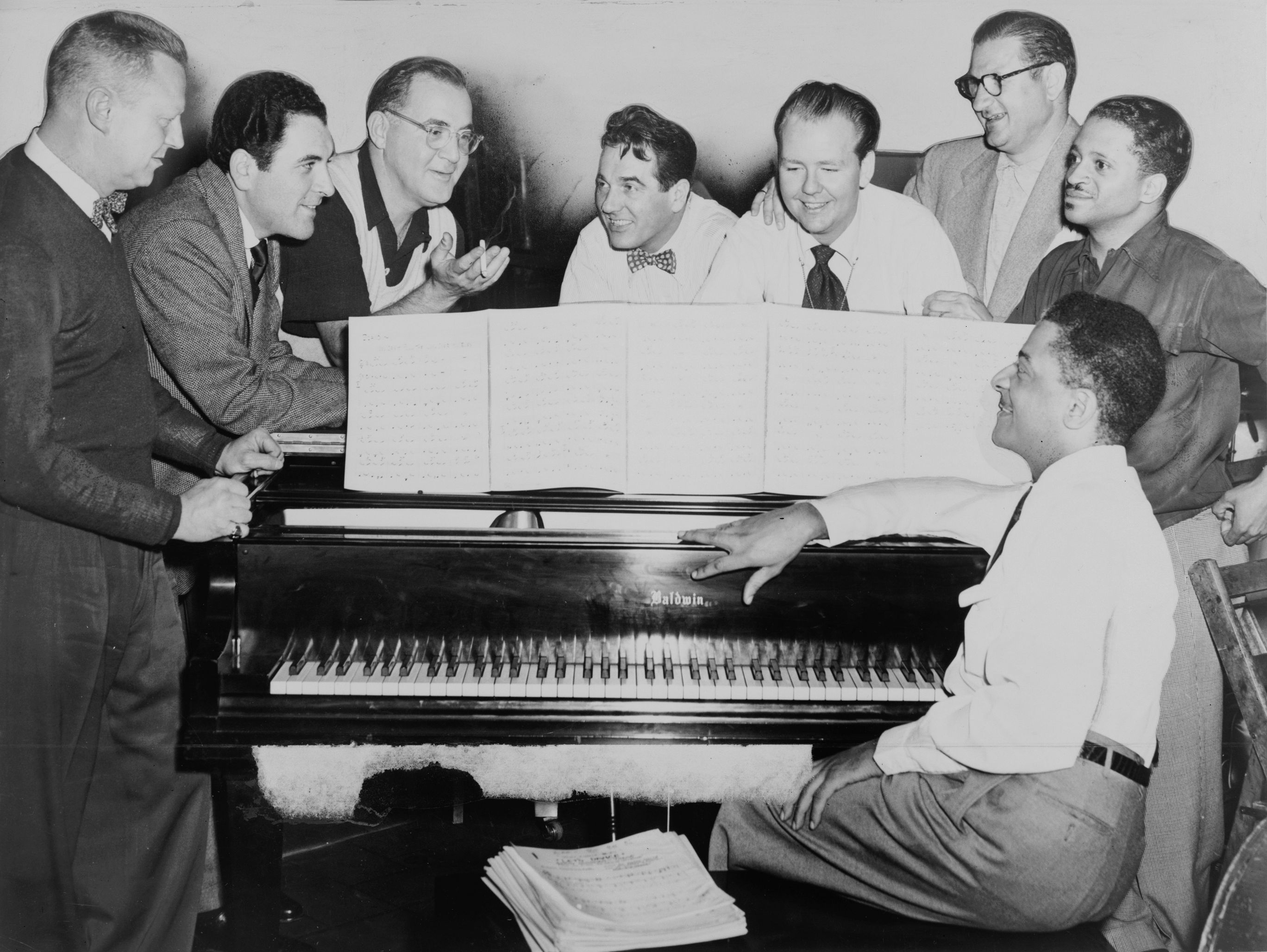
Benny Goodman und Band.

Als erste weiße Band dieses Stils begann das Casa Loma Orchestra ab Ende der 1920er Jahre mit der Popularisierung des Swing. Diese Stilrichtung des Jazz wurde ab Mitte der 1930er Jahre zu einem Massenphänomen, nicht zuletzt durch die spektakulären Erfolge der Band des Klarinettisten Benny Goodman. Swing zog insbesondere die Jugend der damaligen Zeit in seinen Bann, so dass sich aus dem Swing eine Reihe wilder Tanzmoden entwickelten. Maßgeblichen Einfluss auf den Siegeszug des Swing hatte der Einsatz des Rundfunks, zunächst in den USA, wo eine zwischen Dezember 1934 und Mai 1935 als Werbekampagne von der National Biscuit Company organisierte Radio-Show mit drei Bands unterschiedlicher Stilrichtung, darunter auch das Goodman Orchestra, über die Rundfunkstationen der National Broadcasting Company wöchentlich landesweit ausgestrahlt wurde. Auch die Radiosender in Europa trugen das ihre zum Siegeszug des Swing bei.
Erst nach dem Zweiten Weltkrieg holten ganz speziell Deutschland und Österreich auf, wo der Jazz während der Zeit des Dritten Reiches als „entartete Musik“ im Rundfunk verboten gewesen war, und die Anhänger der Swingjugend mit schweren Strafen zu rechnen hatten. Übermittler dieser neuen Musikrichtung waren hauptsächlich die amerikanischen Truppen in Europa. Zu erwähnen ist hier Glenn Miller, der 1937 seine Bigband mit dem typischen „Glenn-Miller-Sound“ (vier Saxophone und führende Klarinette) gründete und schnell große Popularität genoss. Es entstanden Hits wie In the Mood, oder auch Moonlight Serenade, American Patrol, Chattanooga Choo Choo, Tuxedo Junction oder Little Brown Jug. Glenn Miller trat den United States Army Air Forces bei und übernahm 1942 die Leitung der Army Air Force Band. 1944 kam Miller bei einem Versorgungsflug über dem Ärmelkanal ums Leben. Sein erfolgreiches Orchester wurde aber als Ghost Band unter der Leitung von Tex Beneke am Leben gehalten.

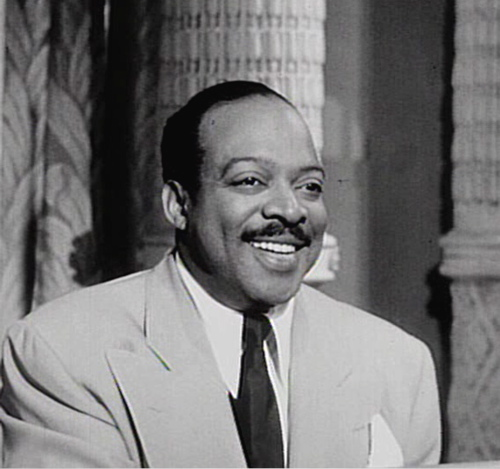
Count Basie in der Rhythm and Blues Revue

Zu den erfolgreichsten US-amerikanischen Swingorchestern dieser Ära zählten
- das Charlie Barnet Orchestra,
- das Count Basie Orchestra,
- das Les Brown Orchestra,
- das Duke Ellington Orchestra,
- das Orchester der Brüder Tommy und Jimmy Dorsey,
- Billy Eckstine and His Orchestra,
- das Shep Fields Rippling Rhythm Orchestra,
- das Benny Goodman Orchestra,
- das Lionel Hampton Orchestra,
- das Woody Herman Orchestra,
- Earl Hines and His Orchestra,
- das Harry James Orchestra,
- das Hal Kemp Orchestra,
- Gene Krupa and His Orchestra,
- das Jimmie Lunceford Orchestra,
- das Artie Shaw Orchestra und
- Cootie Williams and His Orchestra
- das Orchester von Chick Webb mit Ella Fitzgerald.

Kommerziell zwar nicht erfolgreich, doch musikalisch bedeutsam war Jack Teagarden and His Orchestra. Im Laufe der Zeit bildete der Swing einen Doppelcharakter aus. So wurde Swing zum einen als populäre Tanzmusik von Tanzbands wie Larry Clinton, Guy Lombardo oder Tommy Tucker genutzt, andererseits fanden rein konzertante Darbietungen statt. Seinen Triumphzug feierte der Swing jedoch als Tanzmusik, und er erlangte eine noch nie da gewesene Popularität. Daraus leitete sich auch die kommerzielle Anpassung des Swing an den Geschmack des Massenpublikums ab. So wurden nun an der Tin Pan Alley, einer New Yorker Musikmeile, Swingnummern für das breite Publikum am laufenden Band geschrieben. Diese „Massenproduktion“ und die wachsende Kommerzialisierung der Swing-Musik besonders durch weiße Bands entfernten diese Richtung des Jazz aber deutlich von seinen afroamerikanischen Wurzeln. Dem wirkten die Musiker der folgenden Richtungen des Jazz, des Bebop (ab 1940) und des Cool Jazz (ab 1949/50), entgegen. In Clubsessions und Konzerten enthoben sie – zunächst unfreiwillig gestützt durch den Recording ban – den Jazz seiner Gebrauchsfunktion als Tanzmusik.
Heute erfreut sich der Swing wieder wachsender Beliebtheit. Die Bigband-Tradition wurde ab den 1950ern von Stan Kenton, Maynard Ferguson und später Orchestern wie der Quincy Jones Big Band, dem Thad Jones/Mel Lewis Orchestra, Peter Herbolzheimers Rhythm Combination and Brass, The Gerry Mulligan Concert Jazz Band oder der Kenny Clarke/Francy Boland Big Band weitergeführt. Wie schon in den 1970er Jahren mit Buddy Rich Big Band und der Tonight Show Band unter Leitung von Doc Severinsen  gründen sich neue Orchester mit jungen Musikern. Sowohl das in den 1970ern gegründete Pasadena Roof Orchestra, die The George Gruntz Concert Jazz Band als auch das in den 1980ern gegründete Swing Dance Orchestra von Andrej Hermlin sind durch ihre hohe musikalische Qualität mittlerweile fast ebenso bekannt wie ihre Vorbilder aus den 1920er und 1930er Jahren.

## Die Small Bands
Neben den Bigbands gab es in der Swingära eine große Anzahl bedeutender kleiner Ensembles. Deren Aufschwung kam mit dem Aufkommen der Jukebox, eines Geräts, das nicht nur die Plattenindustrie, sondern auch den Jazz stark verändern sollte. Gefragt waren nun nicht nur Vokalisten des Jazzgesangs, sondern auch die Studiobands, die nun unzählige Tanzmusik- und Jazzplatten einspielten. Im Mittelpunkt standen singende Instrumentalisten wie Red Allen, Lionel Hampton, Wingy Manone, Louis Prima, Fats Waller oder in England Nat Gonella, ebenso die bekannten Bandsängerinnen, darunter der „Newcomer“ Billie Holiday. Neben Formationen in mittlerer Größe (insbesondere Nonett und Tentett) waren es vor allem die aus dem Kern der großen Swing-Orchester gebildeten Smalls Bands (auch: Small Groups). Diese kleineren Combos waren es schließlich auch, welche die Tradition nach dem Ende der meisten großen Bigbands in den 1950er Jahren weiterführten.
Wichtige Formationen waren

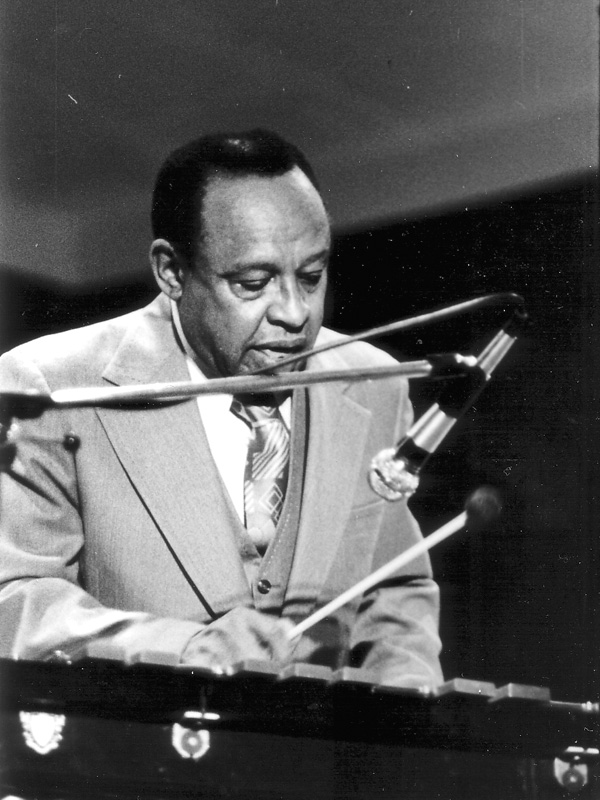
Lionel Hampton 1977 während eines Konzerts in Aachen

- die Combo von Benny Goodman mit Teddy Wilson, Lionel Hampton und Gene Krupa Mitte bis Ende der 1930er Jahre,
- die zusammenfassend Duke’s Men genannten Ensembles aus Musikern des Duke Ellington Orchestra, wie Barney Bigard & his Jazzopators, das Johnny Hodges and his Orchestra, Rex Stewart and his 52nd Street Stompers oder Cootie Williams & His Rug Cutters, die von 1935 bis 1939 aufnahmen,
- das The Biggest Little Band genannte Sextett des Bassisten John Kirby, die 1937 im Onyx Club auftrat,
- die gemeinsamen Combo-Projekte der Musiker des Count Basie Orchestra unter der Sammelbezeichnung Basie Bunch, etwa von Jo Jones (Jo Jones Special), Buck Clayton (Bucking the Blues) und Joe Newman, Anfang der 1950er Jahre für John Hammond aufgenommen,
- die Bands unter der Leitung von Lester Young (The Complete Aladdin Sessions) in den 1940er Jahren und nicht zuletzt
- das Quintette du Hot Club de France und die diversen Bands von Coleman Hawkins und Benny Carter, von denen besonders ihre gemeinsamen Sessions mit Django Reinhardt in Paris 1937 bzw. 1938 hervorzuheben sind,
- die Gramercy Five von Artie Shaw – eine weitere „Band in the Band“, deren besondere Klangfarbe durch Johnny Guarnieris im Jazz bis dahin unübliche Verwendung eines Cembalos entstand.

In den 1940er bis 1950er Jahren bildeten sich auch einige Klavier-Gitarre-Bass Formationen, die teils stilbildend waren wie das Nat King Cole Trio und das Art Tatum Trio mit Slam Stewart am Bass und Tiny Grimes als Gitarristen, später Everett Barksdale.

## Wichtige Alben
Die Solisten des Swing
- Benny Carter: 1940–1941 (Classics)
- Coleman Hawkins: The Complete Coleman Hawkins (Mercury, 1944)
- Billie Holiday: The Quintessential Billie Holiday, Volume 4 1937 (Columbia, 1937)
- Johnny Hodges: Everybody Knows Johnny Hodges (Impulse!, 1964)
- Teddy Wilson: 1937, 1938 (Classics)
- Lester Young: The Complete Aladdin Sessions (Blue Note, 1942–1947)

Die Big Bands
- Count Basie Orchestra: The Original American Decca Recordings (MCA GRP 1937–1939)
- Duke Ellington Orchestra: The Duke At Fargo 1940 (Storyville, 1940)
- Duke Ellington: Black, Brown and Beige (RCA, 1944–1946)
- Benny Goodman: The Famous Carnegie Hall Concert 1938 (Columbia, 1938)
- Lionel Hampton: 1937–1938, 1938–1939, 1939–1940 (Classics)

Die Small Bands
- The Basie Bunch: Too Marvelous for Words/Cool Too (Vanguard, 1954–1958)
- Benny Carter, Oscar Peterson, Ray Brown u. a.: 3, 4, 5 – The Verve Small Group Sessions
- The Duke’s Men: Small Groups Vol. I & II (Columbia, 1935–1939)
- John Kirby 1938–1939 (Classics)

## Sonstiges
Am 26. Mai 2021 ehrte Google den Savoy Ballroom und die Swing-Ära mit einem eigenen Google Doodle.